# Parrocchia di Saint Paul Capisterre
La parrocchia di Saint Paul Capisterre si trova nella parte settentrionale dell'isola di Saint Kitts, nella federazione di Saint Kitts e Nevis.

## Villaggi
- Saint Paul Capisterre (capoluogo)
- Belmont Estate
- Cranston Estate
- Newton Ground